# Södra Teatern
Södra Teatern («Южный театр») — шведский театр, расположенный на площади Mosebacke torg в Стокгольме, один из старейших действующих театров Швеции.

## История и деятельность
В конце XVIII века в Стокгольме была гостиница Stockholms vapen с садом и прекрасным видом на город.
В 1850 году гостиница была куплена неким C. A. Wallman, который занимался развлечениями, включающими карусели, акробатические номера, кукольные представления, и преобразовал здание в летний театр с танцевальной площадкой. В 1851 году здание было снесено и по проекту архитектора Йохана Фредрика Обома был построен в 1853 году театр. В этом же году был открыт первый зал, где представляли водевили и комедии. Театром управляли Йохан Виллехад Везелиус и Роберт Броман. В 1854 году в труппу театра перешел Людвиг Зеттерхольм, который после смерти Везелиуса в 1855 году женился на его вдове и стал режиссёром театра. В пожаре 1857 года театр сгорел одновременно с большинством других зданий на площади Mosebacke torg. Во время строительства нового театра Людвиг Зеттерхольм и его труппа размещалась на старой шёлковой фабрике на улице Sankt Paulsgatan.
1 декабря 1859 года в соответствии с новыми чертежами Йохана Фредрика Обома состоялось торжественное открытие нового здания Södra Teatern, сохранившегося по настоящее время. На следующий день после открытия газета Aftonbladet назвала его одним из самых красивых театров мира. Успешная работа театра продолжался до 1873 года, когда неожиданно закончились деньги. Всё также работавший режиссёром Зеттерхольм не смог платить актёрам зарплату и в отчаянии покончил с собой на чердаке театра.
В 1880—1890 годы театр представлял собой особый мюзик-холл. В 1890 году в театре случилось происшествие, в результате которого погиб эстрадный артист, воздушный эквилибрист Виктор Ролла. В 1896 году театр был вынужден закрыться после того, как шведский риксдаг ввел запрет на употребление алкоголя во время театральных представлений, что привело к резкому сокращению зрителей.
Во время простоя здание театра было реконструировано, и он вновь открылся 29 декабря 1900 года, но потребовалось ещё пять лет, прежде чем он вышел на прежний уровень популярности. После Первой мировой войны в Стокгольме была востребована развлекательная жизнь à la Paris. Södra Teatern соответственно нашел свое место на карте развлечений Стокгольма с помощью таких имён и личностей, как Кар де Мумма, Тор Моден и Сикан Карлссон. В 1939 году пост режиссёра театра занял Густав Валли, прославившийся постановкой шоу Uppåt väggarna, в котором блистал Нильс Поппе.

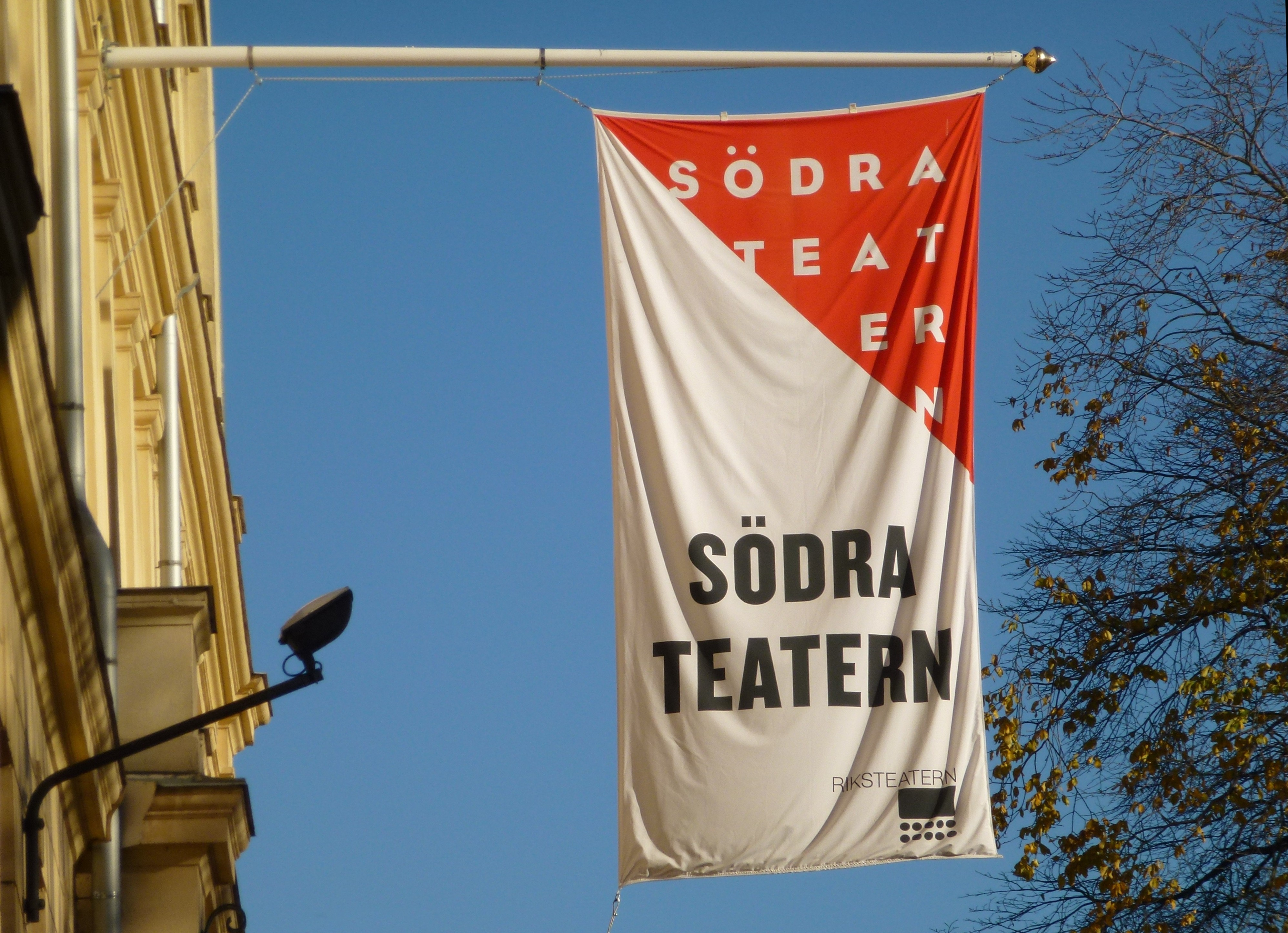
Флаг Södra Teatern

В 1950-х годах интерес к ревю начал падать, к тому же помещения театра стали слишком изношенными, и в 1958 году было принято решение о его сносе. Это решение вызвало волну протеста и за спасение Södra Teatern. Его решили отремонтировать, и только в 1967 году театр снова открылся. В начале 20-го столетия здание расширили, увеличив количество этажей с четырёх до пяти, а три входа превратились в пять.
В настоящее время Södra Teatern — это прежде всего сцена для международных выступлений, где проводятся концерты, спектакли, семинары, лекции и многие другие мероприятия. Театр отражает современность с помощью различных форм сценического выражения. Его цель состоит в том, чтобы быть одновременно интернациональным и межкультурным учреждением, представляя в своем репертуаре разные регионы мира.
В здании театра работает ресторан Mosebacke Etablissement, в котором 20 октября 2020 года возник пожар, который удалось потушить, прежде чем огонь распространился по зданию.
До 2018 года Södra Teatern принадлежала театру Riksteatern, который продал этот бизнес компании Maelir AB.